# Mark French
Mark French (nascido em 13 de outubro de 1984) é um ex-ciclista australiano que competia em provas de pista.
Depois de não conseguir qualifica-se para os Jogos da Commonwealth de 2006, French foi bem sucedido em ser selecionado na equipe nacional australiana para as Olimpíadas de Pequim, em 2008. Ele alcançou a quarta e décima terceira posição na prova de velocidade por equipes e individual, respectivamente. Aposentou-se após os Jogos Olímpicos e agora trabalha como treinador pessoal (personal trainer).[carece de fontes?]